# Reprezentacja Algierii na Mistrzostwach Świata w Wioślarstwie 2009
Reprezentacja Algierii na Mistrzostwach Świata w Wioślarstwie 2009 liczyła 1 sportowca.

## Medale

### Złote medale
Brak

### Srebrne medale
Brak

### Brązowe medale
Brak

## Wyniki

### Konkurencje kobiet
- jedynka wagi lekkiej (LW1x): Basma Dries – brak[1]